# Јоучао
Јоучао (Кинески: 有巢; пинјин: Yǒucháo) је изумитељ кућа и зграда, према древној кинеској митологији. За њега се каже да је био један од Три августа у древној Кини. Он је нејасна фигура, позната и као Да Чао. Према традицији, он је владао Кином 200 година.
Постоји легенда о Четири ши (四氏), који су учествовали у стварању света. Четири члана су Јоучао, Суирен, Фуси и Шенонг.